# Асоціація авторів наукової фантастики та фентезі Америки
Асоціація авторів наукової фантастики та фентезі Америки (англ. Science Fiction and Fantasy Writers of America) — неприбуткова організація професійних письменників наукової фантастики та фентезі в США.

## Історія
Заснована 1965 року Деймоном Найтом під назвою Асоціація письменників наукової фантастики Америки (англ. Science Fiction Writers of America). Першим президентом асоціації був сам Деймон Найт.
У 1992 всі члени асоціації проголосували за зміну офіційної назви організації на англ. Science Fiction and Fantasy Writers of America, Inc., але при цьому зберегли стару абревіатуру англ. SFWA, яка вимовляється, як /ˈsɛfwə/, а іноді як /ˈsɪfwə/.
До SFWA входить понад 1900 авторів, художників, редакторів (на 2017 рік).
На щорічному бенкеті асоціації проводиться нагородження нових лауреатів премії Неб'юла.
До Асоціації входили такі знамениті письменники як Андре Нортон, Роджер Желязни і багато інших.

## Президенти
- Деймон Найт (1965—1967)
- Роберт Сілверберг (1967—1968)
- Алан Нурс (1968—1969)
- Гордон Діксон (1969—1971)
- Джеймс Е. Ґанн (1971—1972)
- Пол Андерсон (1972—1973)
- Джеррі Пурнелл (1973—1974)
- Фредерик Пол (1974—1976)
- Ендрю Дж. Оффут[en] (1976—1978)
- Джек Вільямсон (1978—1980)
- Нормен Спінред (1980—1982)
- Марта Рендолл(1982—1984)
- Чарльз Шеффілд (1984—1986)
- Джейн Йолен (1986—1988)
- Грег Бір (1988—1990)
- Бен Бова (1990—1992)
- Джо Голдеман (1992—1994)
- Барбара Гемблі (1994—1996)
- Майкл Капоб'яно[en] (1996—1998)
- Роберт Соєр (1998)
- Пол Левінсон (1998—2001)
- Нормен Спінред (вдруге) (2001—2002)
- Шерон Лі (2002—2003)
- Кетрін Азаро (2003—2005)
- Робін Вейн Бейлі (2005—2007)
- Майкл Капоб'яно[fr] (вдруге) (2007—2008)
- Рассел Дейвіс[en] (2008—2010)
- Джон Скальці (2010—2013)
- Стівен Гулд (2013—2015)
- Кет Рембо[en] (2015—2019)
- Мері Робінетт Коваль[en] (2019—донині)

## Примітка
1. ↑  Nonprofit Explorer: Research Tax-Exempt Organizations
2. ↑  About those acronyms / Is it SFWA or SFFWA? (англ.). Science Fiction and Fantasy Writers of America, Inc. Архів оригіналу за 21 лютого 2012. Процитовано 28 грудня 2007. [Архівовано 2012-02-20 у Wayback Machine.]
3. ↑  History and Statistics. SFWA (sfwa.org). 30 березня 2017. Архів оригіналу за 14 жовтня 2018. Процитовано 30 березня 2007.